# 多布森丘
多布森丘（英語：Dobson Dome）是南極洲的穹丘，位於葛拉漢地的詹姆斯羅斯島北部，處於羅斯灣和克羅夫特灣之間，海拔高度950米，由英國探險隊測量，現時由南極條約體系管理。